# Kölner Tor (Siegen)
Das Kölner Tor in Siegen ist eine von der Hüttentalstraße als Teil der Bundesstraße 54 abgelöste Straße, die die Sandstraße und die Friedrichstraße mit der Koblenzer Straße und dem Obergraben verbindet. 
Die gleichnamige Bushaltestelle befindet sich in ihrer Mitte an der Kölner Straße, wo die Fußgängerzone Ober- und Unterstadt verbindet. Die Fußgängerzone ist die steilste Einkaufsstraße in Deutschland.
Das namensgebende Stadttor war eins der drei großen Tore der Siegener Stadtbefestigung. Es lag am westlichen Ende der Altstadt am Siegberg im Bereich der heutigen Kölner Straße unterhalb des Unteren Schlosses.
Im Jahr 1455 wurde das Tor erstmals erwähnt. Es wurde vermutlich erbaut, nachdem um 1370 das Hospital „Zum Heiligen Geist“ im Bereich des Tores erwähnt wurde. Etwa ab 1800 verfiel mit der Befestigungsanlage der Stadt auch das Kölner Tor, bevor es in den 1890er-Jahren ganz abgerissen wurde.
Am 27. März 1934 erfolgte im Bereich des Kölner Tores, der auch heute noch so bezeichnet wird, die Freigabe einer neuen Straßenbrücke. Seit 1974 befindet sich am Fuße der vom Kölner Tor bergauf führenden Kölner Straße ein der Stadt Siegen zur 750-Jahr-Feier von der Partnerstadt Spandau überlassener, zwei Meter großer Berliner Bär aus Beton.

## Bilder

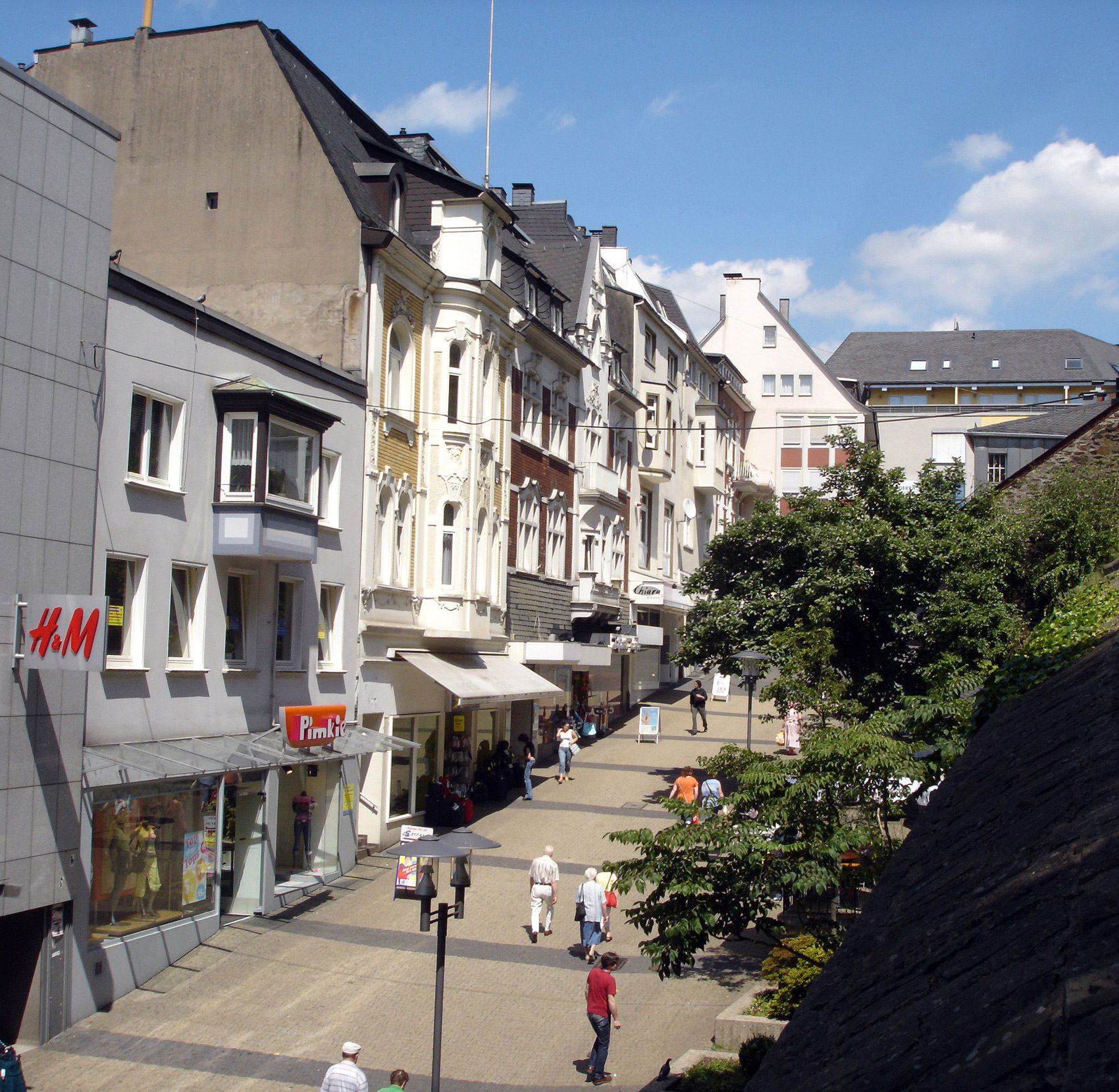
Fußgängerzone im Bereich des früheren Tores (Kölner Straße)
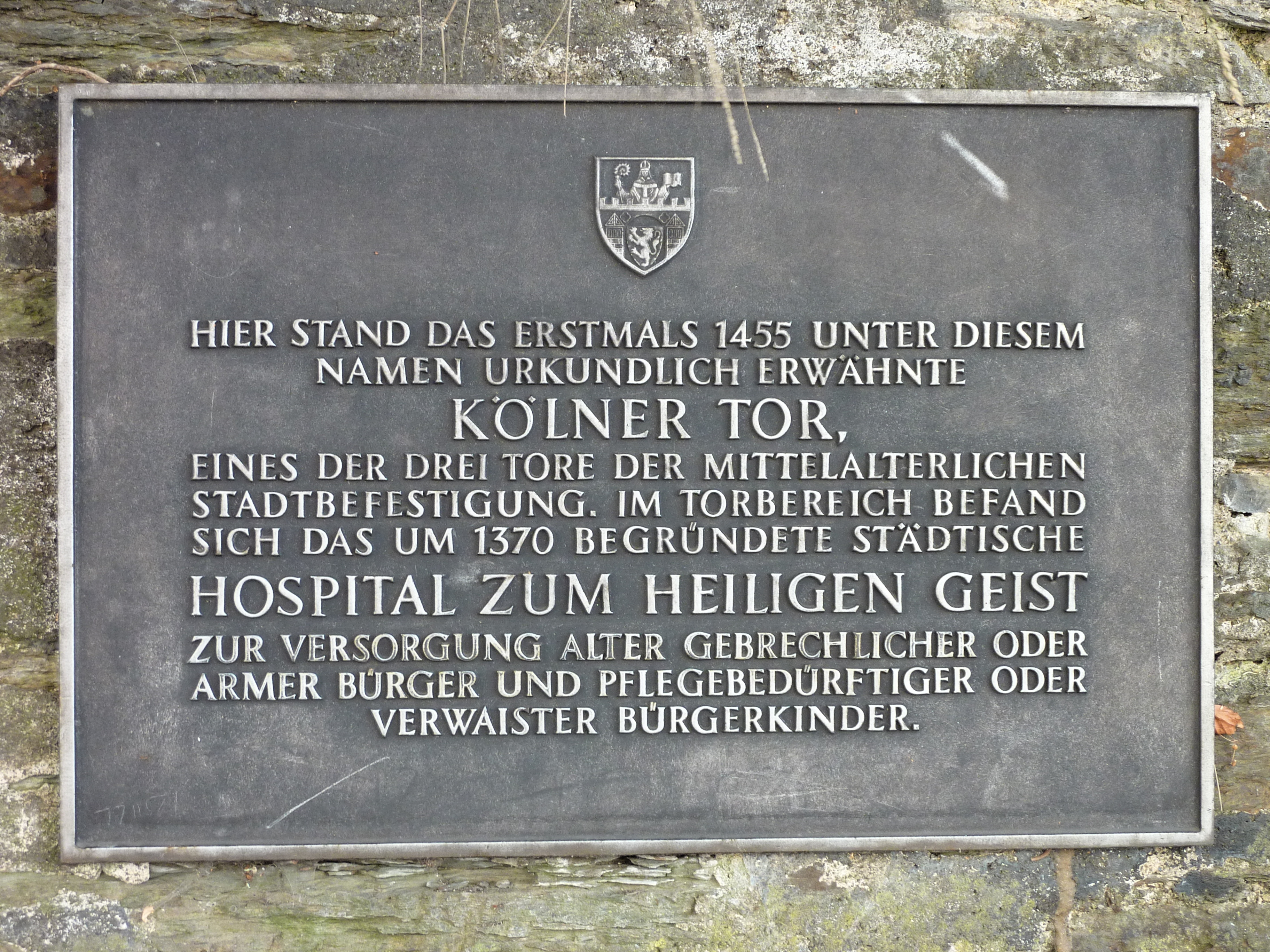
Infotafel im ehemaligen Torbereich